# Genenbos
Genenbos is een gehucht en een parochie in de Belgische gemeente Lummen. Genenbos grenst aan Heusden, Beringen en het centrum van Lummen zelf en ligt tussen het Albertkanaal en de autosnelwegen A13/E313 en A2/E314 in. Over het Albertkanaal vindt men hier de brug bij Lummen die Genenbos met Heusden verbindt.

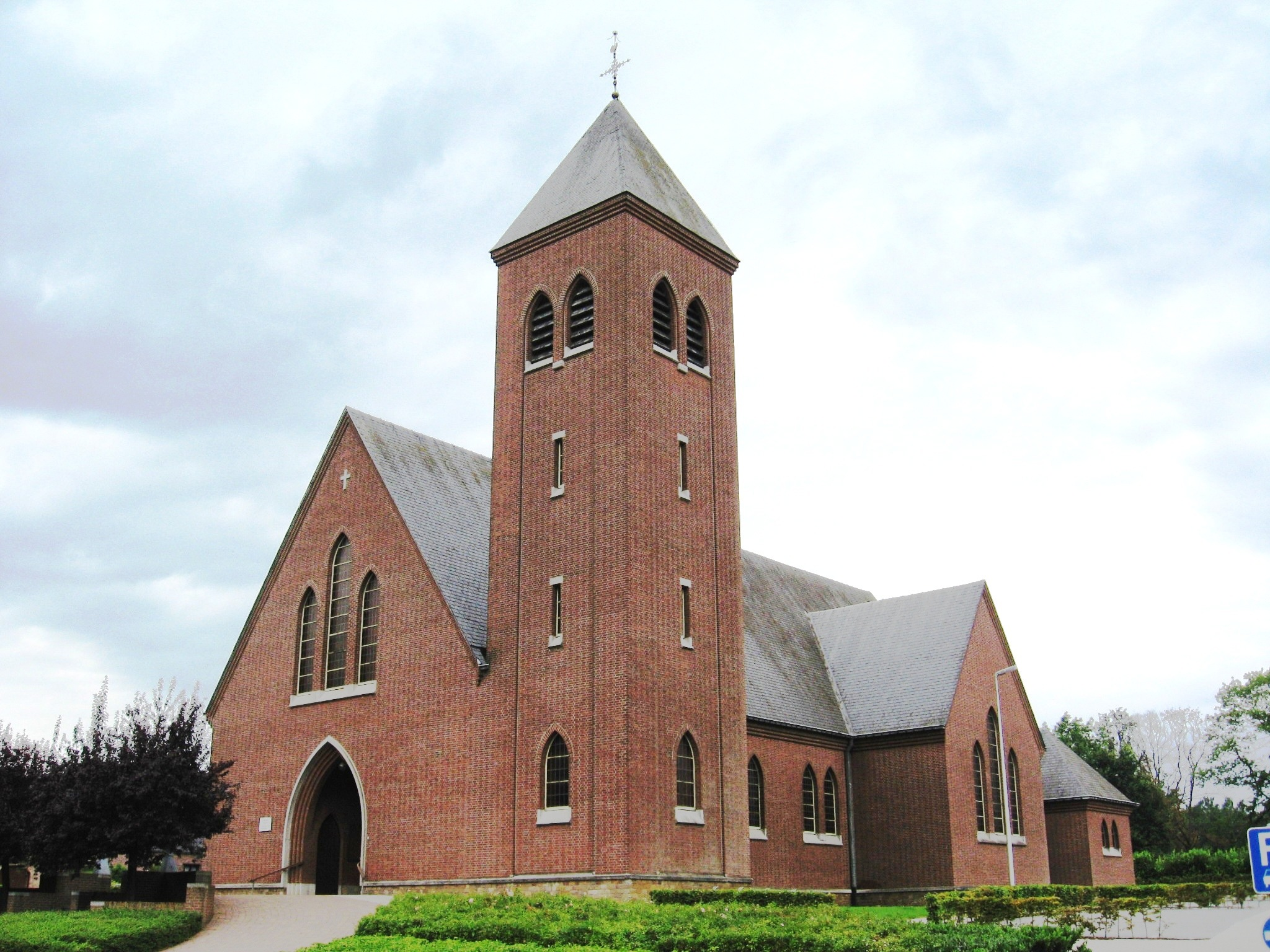
De Sint-Rochuskerk van Genenbos

## Oorsprong naam Genenbos
Bos komt van de Frankische boomnaam bos. Genen is nog onduidelijk. Vaak wordt gezegd dat het komt doordat er geen bos is (genen is plat voor geen), maar dit is onjuist. Er zijn integendeel veel bomen te zien. 'Gene' kan ook de betekenis hebben van 'daarginder' nl. zoals 'deze en gene'. 'Deze' verwijst dan naar iets kortbij, 'gene' naar iets verder af. Genenbos kan dus 'het bos daarginder' betekenen. 
Vaak wordt voor het gehucht verkeerdelijk de naam Genebos (zonder tussen "n") gebruikt. Echter in de gemeente Ham (zo'n 15km verderop) is ook een gehucht terug te vinden met de naam Genebos, dit gehucht ligt net zoals Genenbos tussen het Albertkanaal en de E313 autoweg.

## Geschiedenis
De eerste vermelding van een kapel te Genenbos dateert van 1672. In 1842 werd een parochie, toegewijd aan Sint-Rochus, opgericht. In 1850 werd begonnen met de bouw van de Sint-Rochuskerk die in 1961 werd vervangen door een nieuwe kerk. Op de Ferariskaarten uit 1777 is Genenbos aangegeven als "Gennenbosch" aan de rand van het Hertogdom Brabant. Op de kaart staat er aan de Schippersstraat ook een kapel van Sint-Rochus aangegeven.

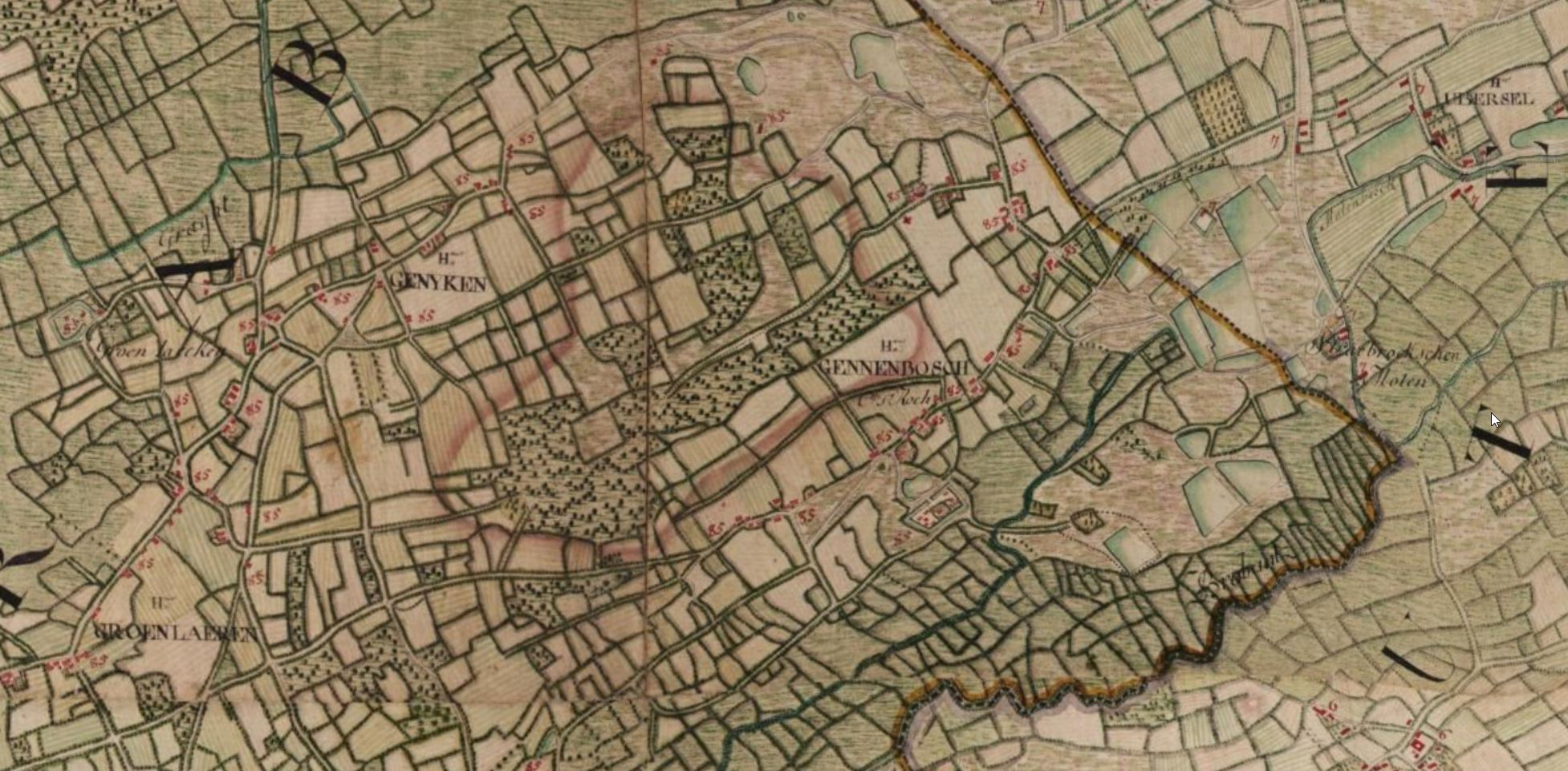
Knipsel uit de Ferrariskaart uit 1777.

## Bekende inwoners
- Stefan Everts, ex-motocrosser
- Marc Wauters, ex-wielrenner
- Gerard Bodifée, astrofysicus, filosoof